# Władysław Lohn
Władysław Lohn (ur. 5 kwietnia 1889 w Gorzkowie, zm. 3 grudnia 1961 w Krakowie) – polski jezuita, profesor teologii, w latach 1935–1947 prowincjał Prowincji Polski Południowej Towarzystwa Jezusowego. W 1947, tuż przed wykonaniem kary śmierci na niemieckim zbrodniarzu, komendancie oświęcimskiego obozu Auschwitz-Birkenau Rudolfie Hößie, wysłuchał spowiedzi tego skazanego.

## Życiorys

### Młodość i wykształcenie
Urodził się 5 kwietnia 1889 roku w miejscowości Gorzków w rodzinie chłopskiej, był synem Jana i Józefy (z domu Bajda). Naukę rozpoczął w Bochni, a w 1902 roku przeniósł się do Krakowa, gdzie do IV klasy uczył się w Gimnazjum św. Anny. 18 marca 1904 roku wstąpił do zakonu jezuitów w Starej Wsi, a w 1910 roku ukończył gimnazjum w Chyrowie (dzisiaj Ukraina). W latach 1910–1913 studiował filozofię w zakonnym instytucie w Nowym Sączu, po czym – w ramach rocznej praktyki – przebywał w konwikcie w Chyrowie. Po odbyciu praktyki rozpoczął studia teologiczne w krakowskim studium zakonnym (podczas I wojny światowej funkcjonowało w Dziedzicach) pod kierunkiem Jana Urbana. Święcenia kapłańskie otrzymał w Dziedzicach 17 czerwca 1917 roku.
W latach 1919–1921 przebywał w Rzymie, odbywając studia doktorskie w zakresie teologii fundamentalnej i dogmatycznej na Papieskim Uniwersytecie Gregoriańskim. Później ukończył roczny kurs prawa zakonnego we francuskim Paray-le-Monial, równocześnie zajmując się nauczaniem w społeczności polonijnej.

### Kariera naukowa i zainteresowania badawcze
W 1922 roku wrócił do Polski i rozpoczął wykłady teologii dogmatycznej i fundamentalnej w studium zakonnym w Krakowie. Został także wychowawcą alumnów nowo organizowanej Administratury apostolskiej Górnego Śląska. Klerycy tej administratury brali udział w wykładach na Uniwersytecie Jagiellońskim. Lohn rezygnował w tym czasie z samodzielnych badań analitycznych, a poświęcał czas na jasne i syntetyczne wyjaśnianie problemów. Owocem tej pracy była publikacja „Chrystus nauczający: ustanowienie i skład urzędu nauczycielskiego” (1927).
W 1926 roku zakonne studia teologiczne zostały przeniesione do Lublina, gdzie zorganizowane zostało Collegium Bobolanum. Lohn został pierwszym rektorem i kierownikiem studiów w tym kolegium. W 1928 roku otrzymał nominację na wykładowcę teologii dogmatycznej na Papieskim Uniwersytecie Gregoriańskim w Rzymie.
Do zainteresowań badawczych Władysława Lohna należały wówczas zagadnienia trynitarne i chrystologiczne. Opublikował obszerne syntezy: „De SS. Trinitate” (wydane trzykrotnie: Rzym 1930, Rzym 1931, St. Louis 1949) i „De verbo incarnato hominum redemptore: schema tractatus” (Rzym 1930). Publikował także na łamach „Gregorianum” (wydawnictwo Uniwersytetu Gregoriańskiego) i „Collectanea Theologica”. W publikowanych rozprawach poruszał sprawy teologii orientalnej, w tym analizował rozwój poglądów w kwestiach trynitarnych i chrystologicznych na wschodzie chrześcijaństwa. Planował analizę całokształtu zagadnień spornych między Katolicyzmem a Prawosławiem, ale zdołał tylko wydać jedną z planowanych publikacji: „Doctrina Graecorum et Russorum de processione spiritus sancti a solo patre: exponitur atque diiudicatur; adnotationes ad usum auditorium Universitatis Gregorianae”, opublikowanej w Rzymie w 1934.
W 1934 Władysław Lohn wrócił do Polski i przez rok kierował w Bobolanum katedrą teologii dogmatycznej i ascetycznej.

### Prowincjał jezuitów
10 października 1935 został mianowany przełożonym Prowincji Małopolskiej Towarzystwa Jezusowego, a trzy dni później objął tę funkcję. W 1936, na polecenie Włodzimierza Ledóchowskiego, generała Towarzystwa Jezusowego, dokonał podziału zakonnego wydawnictwa, które funkcjonowało w Krakowie, na dwa odrębne podmioty. W Krakowie powstało Wydawnictwo Apostolstwa Modlitwy, a druga jednostka przejęła wydawanie Przeglądu Powszechnego i miała siedzibę w Warszawie. W tym samym roku, dzięki pomocy finansowej Piusa XII, Lohn zakończył budowę częstochowskiego domu rekolekcyjnego. Funkcję prowincjała pełnił do 2 lutego 1947.

### II wojna światowa
W grudniu 1939 roku ks. Lohn organizował akcję pomocy materialnej i zainicjował organizowanie w Starej Wsi szerokiego kręgu tajnego nauczania w zakresie programu szkolnictwa średniego. Po przeprowadzeniu przez Niemców akcji pacyfikacyjnej profesorów wyższych uczelni, a także zamknięciu uczelni (w tym zakonnych) zorganizował w Nowym Sączu i Starej Wsi wykłady z zakresu filozofii i teologii.

### Spowiednik Rudolfa Hößa
W 1947 roku był spowiednikiem i świadkiem nawrócenia na wiarę katolicką niemieckiego zbrodniarza, komendanta oświęcimskiego obozu Auschwitz-Birkenau Rudolfa Hößa. 2 kwietnia 1947 Najwyższy Trybunał Narodowy w Warszawie skazał Rudolfa Hößa na karę śmierci. Na prośbę byłych więźniów KL Auschwitz miał zostać stracony na terenie obozu w Oświęcimiu. Wykonanie wyroku zlecono prokuratorowi okręgowemu w Wadowicach, któremu terytorialnie podlegał Oświęcim wraz z terenami byłego obozu koncentracyjnego. 4 kwietnia (lub następnego dnia) SS-mann został przewieziony z Warszawy do Wadowic i osadzony w tamtejszym Więzieniu karno-śledczym. Już podczas pierwszej rozmowy, jaką w biurze naczelnika więzienia Rudolf Höß odbył z Prokuratorem Sądu Okręgowego Janem Mazurkiewiczem, skazany zgłosił chęć spotkania z księdzem katolickim. Na prośbę nie dostał odpowiedzi, więc złożył wniosek pisemnie. Prokurator przekazał pytanie do przełożonego klasztoru Karmelitów Bosych w Wadowicach, ale ani kapelan więzienny, ani żaden z pozostałych zakonników nie władał w wystarczającym stopniu językiem niemieckim. Wówczas miejscowy proboszcz, ks. Leonard Prochownik, działając za pośrednictwem metropolity, kard. Adama Sapiehy, skontaktował się z ks. Władysławem Lohnem. 10 kwietnia Lohn spotkał się z Hößem. Rozmowa trwała kilka godzin, po której SS-man złożył przepisane prawem kościelnym wyznanie wiary, które umożliwiło powrót byłego komendanta Auschwitz do Kościoła katolickiego. Po spowiedzi Lohn udzielił mu absolucji. Następnego dnia Lohn ponownie przyszedł do więzienia. Przyniósł Najświętszy Sakrament i udzielił wiatyku. Według kilku relacji, Lohn miał jeszcze raz odwiedzić Rudolfa Hößa przed egzekucją (która nastąpiła 16 kwietnia tego roku na terenie obozu Auschwitz), podczas której SS-man miał ponownie odbyć dłuższą spowiedź. Treść ich rozmów nigdy nigdzie nie została ujawniona. Lohn ogólnikowo i poufnie wspomniał tylko o swojej misji, spotkaniu i spowiedzi Hößa w gronie współbraci podczas odpoczynku po kolacji 12 kwietnia.
Jezuicki filozof prof. James W. Bernauer przywołuje relację z kazania, które ks. Lohn wygłosił w 1958 podczas pierwszej mszy św. nowo wyświęconego jezuity Władysława Kubika. Podczas tego kazania Lohn miał potwierdzić przebieg wydarzeń z 10 i 11 kwietnia 1947, a także wyznać, że Hößa poznał już wcześniej, w 1940, kiedy aresztowano jezuitów i wysłano ich do oświęcimskiego obozu. Lohn miał wówczas pojechać do Oświęcimia, przedostać się do KL Auschwitz, by dołączyć do swoich współbraci. Schwytany miał stanąć przed Hößem, który nieoczekiwanie go puścił wolno.

### Aktywność powojenna
Po zakończeniu wojny Lohn organizował ewakuację domów zakonnych z Kresów i pozyskiwał od niemieckich jezuitów domy zlokalizowane na Śląsku (w Opolu 1945, w Bytomiu 1945, w Biskupicach 1946, w Wambierzycach 1946), a także trzy kościoły położone we Wrocławiu (1945–1946). Bazując na gronie profesorów z Chyrowa w latach 1945–1946 utworzył w Katowicach Gimnazjum św. Jacka. W 1946 uruchomił także jezuickie gimnazjum w Ścinawce Średniej.
Od początku 1947 roku, a więc po zakończeniu pełnienia funkcji prowincjała, Lohn rozpoczął pracę w Wydawnictwie Apostolstwa Modlitwy, którego w okresie lat 1948–1956 był dyrektorem.
W roku 1948 przetłumaczył z łaciny i opublikował „O naśladowaniu Chrystusa” Tomasza à Kempis (później 4-krotnie wznawiane: dwukrotnie w roku 1950, 1951 i 1957). W latach 1947–1948 w ramach serii „Śladami Skargi” publikował szkice kazań, a w latach 1946–1952 w „Posłańcu Serca Jezusowego” drukował liczne artykuły popularno-teologiczne. Opracował także komentarze do Ewangelii Marka i Mateusza.
W roku 1957, jako delegat małopolskiej prowincji jezuitów, brał udział w kongregacji generalnej Towarzystwa Jezusowego w Rzymie. Zmarł 3 grudnia 1961 roku.